# Domeny
Domeny – miejscowość w Hiszpanii, w Katalonii, w prowincji Girona, w comarce Gironès, w gminie Girona.
Według danych INE z 2005 roku miejscowość zamieszkiwały 23 osoby.